# Culicoides cilipes
Culicoides cilipes är en tvåvingeart som beskrevs av Jean-Jacques Kieffer 1921. Culicoides cilipes ingår i släktet Culicoides och familjen svidknott. Inga underarter finns listade i Catalogue of Life.